# Michael Troy
Michael Francis Troy (Indianápolis, 3 de octubre de 1940-Arizona, 3 de agosto de 2019) fue un nadador estadounidense que fue campeón olímpico en dos ocasiones y poseedor de récord mundial en tres eventos. Especializado en pruebas de estilo mariposa y estilo libre, donde consiguió ser campeón olímpico en 1960 en los 100 metros mariposa.

## Carrera deportiva
La cúspide de su carrera de natación fue entre 1959 y 1950 mientras fue entrenado por Doc Culsilman de Indiana Hoosiers, equipo de natación de la Universidad de Indiana. En los Juegos Olímpicos de 1960 en Roma, ganó su primera medalla de oro como miembro del equipo de natación de los Estados Unidos 4x200 m. en estilo libre. Individualmenteganó una segunda medalla de oro en los 200 m hombres estilo mariposa su evento principal.
En los Juegos Olímpicos de Roma 1960 ganó la medalla de oro en los 100 m mariposa, con un tiempo de 2:12.8 segundos que fue récord del mundo, por delante del australiano Neville Hayes y de su paisano estadounidense David Gillanders; y también ganó el oro en los 4x200 m. estilo libre, por delante de Japón y Australia.
Troy rompió el récord mundial en los 200 m estilo mariposa seis veces consecutivas antes de que fuera aceptado como miembro del American Carl Robie en 1961. En 1971 fue inducido al Internatiional SwimmingHall of the Fame.
Después de la escuela, fue oficial naval de los Estados Unidos y completando el curso básico de entrenamiento y demolición submarina/SEAL. Obtuvo la Medalla de Plata por su servicio en combate en la guerra de Vietnam.
Después de dejar el servicio militar, Troy se avecindó en al área de San Diego. California en donde trabajó como agente estatal y entrenador en natación. Entre sus entrenados estaban Mike Stamm. Al momento de su muerte en 2019 Troy era copropietario de the Gold Medal Swim School en Chandler, Arizona, con el dos veces entrenador olímpico Mike Walker. Troy sirvió como gerente de
International Section of the Olympic Committee and Vice President of the American Swimming Coaches Association. Troy fue el director National of the USA Paralympic Swimming Team. Acompañó al equipo a Atenas, en septiembre de 2004 donde el equipo paralímpico de Estados Unidos ganó numerosas medallas.

## Muerte
Troy murió el 3 de agosto de 2019, en Arizona a los 78 años.